# Galapagos (Unternehmen)
Die Galapagos N.V. (vorher Galapagos Genomics) ist ein belgisches Unternehmen aus dem Bereich der Wirkstoffforschung.

## Geschichte
Galapagos entstand 1999 als Joint Venture der beiden pharmazeutischen Unternehmen Crucell und Tibotec unter dem Namen Galapagos Genomics NV. Später änderte das Unternehmen seinen Namen in Galapagos NV und führte im Mai 2005 ein IPO an den Euronext-Börsen in Amsterdam und Brüssel durch. Heute ist Galapagos Bestandteil des AMX-Index, des BEL20-Index und des Next-150-Index.
Im Jahr 2014 veräußerte Galapagos Unternehmensteile an Charles River Laboratories und konzentrierte sich somit fortan auf die vorhandenen Wirkstoffentwicklungen in der Produktpipeline.
Im Jahr 2015 gingen Gilead Sciences und Galapagos eine Forschungs- und Entwicklungskooperation ein, im Rahmen dessen Gilead Anteile an Galapagos übernahm. 2019 wurde das Kooperationsabkommen der beiden Unternehmen erweitert. Mit einer weiteren Investition von rund 5,1 Mrd. US-Dollar von Gilead übernahm das Unternehmen weitere Anteile. Die Unternehmen vereinbarten außerdem eine Anpassung der Bedingungen im Zusammenhang mit der Entwicklung und Vermarktung von Filgotinib, einem Medikament zur Behandlung von Rheumatoider Arthritis, welches seit September 2020 in Europa und Japan zugelassen ist. Von der amerikanischen Food and Drug Administration wurde es zunächst abgelehnt.
Im Juni 2022 gab Galapagos bekannt, dass es die Unternehmen CellPoint und AboundBio für 125 Mio. € übernehmen wird.

## Unternehmen
Zum 1. April 2022 wurde Paul Stoffels als neuer Geschäftsführer ernannt. Er folgte dem bisherigen Vorstandsvorsitzenden und Mitbegründer Onno van de Stolpe, der das Unternehmen mehr als 20 Jahre leitete.
Eine deutsche Gesellschaft, die Galapagos Biopharma Germany GmbH, besteht seit 2019 und hat ihren Sitz in München. Sie wird seit Oktober 2022 von der Geschäftsführerin Sabine Koken geleitet. Im Dezember 2021 gründete das Unternehmen eine österreichische Niederlassung, die Galapagos Biopharma Austria GmbH, mit Sitz in Wien.

## Forschung und Medikamente
Galapagos nutzt für seine Forschung eine technologische Plattform, die auf Adenoviren basiert, um menschliche Gensequenzen in eine Vielzahl menschlicher Zelllinien einzuführen und so bestimmte Proteine ein- oder auszuschalten.
Galapagos forscht und entwickelt verschiedene Medikamente und legt dabei einen immunologischen und onkologischen Schwerpunkt. Krankheiten für die Medikamente entwickelt werden umfassen so beispielsweise Rheumatoide Arthritis, Morbus Crohn, Colitis ulcerosa, Psoriasis, Lupus erythematodes und Mukoviszidose.